# O Besouro Verde
O Besouro Verde (The Green Hornet, literalmente Vespa ou Vespão Verde) criado em 1936 por George W. Trendle e Fran Striker, com a participação do diretor de rádio James Jewell.
Trata-se de Britt Reid, milionário dono do jornal O Sentinela Diária que transforma-se num vingador encapotado no estilo do Sombra. Ele é ajudado por Kato, seu mordomo de origem oriental mestre em artes marciais. Kato dirige o Beleza Negra, um carro tecnologicamente avançado. O personagem é mais lembrado, entretanto, pela série de TV de 1966, na qual Bruce Lee interpretava seu ajudante Kato.
Desde sua estreia no rádio nos anos 1930, o personagem apareceu em várias mídias. O Besouro Verde apareceu em seriados cinematográficos na década de 1940, um programa de televisão na década de 1960, várias séries de histórias em quadrinhos nos anos 1940, e um longa-metragem de 2011. A franquia é de propriedade da The Green Hornet, Inc, que licencia a propriedade em uma ampla variedade de mídias que incluem quadrinhos, filmes, programas de TV, rádio e livros. A partir de 2010, os direitos de revistas em quadrinhos foram licenciados para a Dynamite Entertainment.

## Rádio
A série radiofônica foi transmitida de 31 de janeiro de 1936 a 5 de Dezembro de 1952 pela Rádio WXYZ de Detroit, Michigan. Uma criação de George W. Trendle e Fran Striker, com apresentação de Al Hodges (futuro Capitão Vídeo) que fazia a voz do Besouro Verde. A dupla de produtores já era conhecida pela criação duas outras séries: Lone Ranger (conhecido no Brasil como Zorro ou Cavaleiro Solitário) e Challenge of the Yukon. A fim de interligar Besouro Verde e Lone Ranger, os criadores declararam que o Besouro Verde (Britt Reid) era sobrinho-neto do Lone Ranger (John Reid).

## Histórias em quadrinhos

### Primeiras revistas
A primeira revista em quadrinhos do Besouro Verde foi lançada em dezembro de 1940. A série, intitulada Green Hornet Comics, foi publicada pela Helnit Comics (às vezes chamada de Holyoke),com roteiros do próprio Fran Striker e desenhos do estúdio Bert Whitman Associates. Esta série teve apenas seis edições. Vários meses depois, a Harvey Comics lançou sua própria versão, começando com a edição 7. Esta série terminou em 1949, na edição 47. O título mudou para Green Hornet Fights Crime na edição 34 e Green Hornet, Buster Racket na edição 44. Harvey ainda usou o personagem no one-shot War Victory Comics em 1942. Deu-lhe uma aventura em cada uma das duas edições do All-New Comics, número 13 (também foi destaque na capa) e 14, em 1946. A série da Harvey chegou a conter histórias produzidas por artistas como Jack Kirby, Joe Simon e Jerry Robinson. Algumas edições da revista podem ser encontradas no site Digital Comic Museum, página da internet que hospeda histórias em quadrinhos em domínio público.
A Dell Comics publicou um one-shot com o personagem publicado em Four Color #496 (1953), vários meses após a série de rádio ser cancelada (em dezembro de 1952). Em 1967, a Gold Key Comics produziu uma série de três edições baseada na série de TV.

### NOW Comics
Em 1989, a NOW Comics lança uma nova série do herói, roteirizada por Ron Fortier e desenhos de Jeff Butler. A série tentou unificar a cronologia das várias mídias dos personagens, tendo sido estabelecido que o Britt Reid da série radiofônica e dos quadrinhos da Helnit e da Harvey havia atuado nas décadas de 1930 e 1940 ao lado de seu ajudante Kato (cujo nome completo foi revelado, Ikano Kato). O Besouro Verde da série de televisão na verdade era Britt Reid II, sobrinho do Besouro original.
Em 1989, a NOW Comics introduziu uma linha de quadrinhos de Green Hornet, inicialmente escrita por Ron Fortier e ilustrada por Jeff Butler. Ela tentou reconciliar as diferentes versões do personagem em um épico multigeracional. Isso levou em consideração a conexão ancestral do personagem com The Lone Ranger, embora devido à separação legal das duas propriedades, sua máscara cobrisse todo o seu rosto (como nos seriados da Republic ) e ele não pudesse ser chamado pelo nome.  Nessa interpretação, o Britt da série de rádio lutou contra o crime como o Besouro Verde nas décadas de 1930 e 1940 antes de se aposentar. Na primeira história da NOW, em Green Hornet #1 (novembro de 1989), ambientada em 1945, a nacionalidade do Kato original (chamado nesta série de quadrinhos de Ikano Kato) é dada como japonesa, mas por causa da política americana em relação à minoria japonesa durante a Segunda Guerra Mundial, Reid se referiu a Kato como filipino para evitar que Kato fosse enviado para um campo de concentração americano.
Os quadrinhos da NOW consideraram o personagem de televisão dos anos 1960 como o sobrinho homônimo do original, Britt Reid dos anos 1930-1940, conhecido como "Britt Reid II" na genealogia, que assumiu o manto de seu tio após um amigo ser assassinado. Britt Reid II eventualmente se aposentou devido a um ataque cardíaco, e Kato — que recebeu o primeiro nome Hayashi, em homenagem ao primeiro ator a interpretar Kato no rádio — se tornou uma estrela de filmes sobre ninjas. Os quadrinhos da NOW estabeleceram Hayashi Kato como filho de Ikano Kato. O sobrinho de Britt Reid, Paul Reid, um pianista de concerto, assume o papel do Bsouro Verde depois que seu irmão mais velho Alan, que assumiu o manto pela primeira vez, é morto em sua missão de estreia. Paul Reid é auxiliado por Mishi Kato, a meia-irmã muito mais nova de Hayashi que foi treinada por Ikano Kato. O fato de ela ser mulher causou problemas entre os editores e os detentores dos direitos, que retiraram a aprovação do personagem e determinaram o retorno de "Bruce Lee Kato".  Após a saída de Mishi — explicada como ordens de seu pai para substituir um designer de automóveis ferido nas instalações de Zurique, Suíça, da empresa familiar Nippon Today — Hayashi Kato retornou à luta contra o crime ao lado do Paul Reid.  Mishi Kato retornou no volume dois como a Crimson Wasp, após a morte de seu noivo policial suíço, sob ordens de um líder criminoso. Nas duas edições finais da NOW, vol. 2, #39–40, um quarto Kato — Kono Kato, neto de Ikano e sobrinho de Hayashi e Mishi — assumiu como o colega vigilante mascarado de Paul Reid. Os quadrinhos também apresentaram Diana Reid, a filha original de Britt Reid, que se tornou promotora distrital depois que Frank Scanlon da série de TV se aposentou. Um relacionamento romântico acabou se formando entre ela e Hayashi Kato.
A primeira série da NOW começou em 1989 e durou 14 edições. O volume dois começou em 1991 e durou 40 edições, terminando em 1995, quando a editora faliu. Kato estrelou solo em uma minissérie de quatro edições em 1991, e uma continuação de duas edições em 1992, ambas escritas por Mike Baron . Ele também escreveu uma terceira, primeiro anunciada como uma minissérie de duas edições, depois como uma graphic novel, mas nunca foi lançada devido ao colapso da empresa. 
Tales of the Green Hornet, consiste em nove edições distribuídas em três volumes (dois, quatro e três edições, respectivamente), apresentou histórias dos dois Besouros anteriores. O Volume Um apresentou o Besouro Verde II, e sua história foi escrita por Van Williams, estrela da série de TV dos anos 1960, e roteirizada por Bob Ingersoll. As continuações foram escritas por James Van Hise . Outras minisséries incluíram The Green Hornet: Solitary Sentinel, de três edições; Sting of the Green Hornet, de quatro edições , ambientado durante a Segunda Guerra Mundial e Dark Tomorrow, de três edições, de Clint McElroy (junho-agosto de 1993), apresentando um Green Hornet criminoso em 2080 sendo combatido pelos Kato daquela época. 
Descontando as representações dos carros utilizados pelos Hornets das décadas de 1940 e 1960, havia duas versões do Beleza Negra usadas na série de quadrinhos NOW. A primeira era baseada no Pontiac Banshee.  O segundo era um sedã de quatro portas baseado no Oldsmobile 98 Touring Sedan de décima primeira geração .

### Dynamite Entertainment
Em 2009, após quatro anos de negociação, a Dynamite Entertainment anunciou que obtivera autorização da Green Hornet Inc. para produzir novas histórias do personagem. O primeiro arco de história foi adaptado de um roteiro escrito por Kevin Smith para um filme que nunca chegou a ser realizado pela Miramax. Como Smith já havia recebido pela Miramax, a Dynamite não precisou pagar pelo roteiro. Coube a Phil Hester adaptar o texto de Smith com desenhos de Jonathan Lau e capas de Alex Ross (o mesmo foi feito com um roteiro de Smith para O Homem de Seis Milhões de Dólares). A editora lançaria em 2010 as séries The Green Hornet Strikes! (focada em uma encarnação futurista do herói), roteirizada por Brett Matthews, desenhada por Ariel Padilla e com capa de John Cassaday. e Green Hornet: Year One, roteirizada por Matt Wagner e desenhada por Aaron Campbell. O personagem ainda protagonizaria um crossover com o Capitain Action (baseado em um brinquedo da década de 1960). publicado pela Moonstone. Com o anúncio do filme estrelado por Seth Rogen e Jay Chou, a Dynamite publicou a revista The Green Hornet: Parallel Lives. A revista era um prelúdio do filme, escrita por Jai Nitz e desenhada por Nigel Raynor. A Sony encartou a primeira edição da mini-série na edição do filme em DVD, sendo vendida inclusive no Brasil.
A mesma dupla também seria responsável pela revista The Green Hornet: Aftermath publicada em abril de 2011. A série dava sequência aos eventos ocorridos no filme. A editora também lançou The Green Hornet: Golden Age Re-Mastered, uma série de encadernados reunindo aventuras publicadas durante a Era de Ouro dos Quadrinhos (período em que foram lançadas a séries das editoras Helnit e Harvey). Em julho de 2012, anunciou a minissérie em oito edições, Masks, onde o herói protagonizou com outros mascarados (The Spider, O Sombra, Zorro, Miss Fury, Morcego Negro, Green Lama e Black Terror) com roteiros de Chris Roberson e arte de Alex Ross. A trama é baseada em histórias de The Spider, escritas por Norvell Page na década de 1930. Em outubro do mesmo ano, a editora anunciou uma série escrita por Mark Waid. O ilustrador Paolo Rivera que havia trabalhado com Waid em Demolidor da Marvel Comics ficou responsável pelas capas.  Em 2013, é lançado um novo crossover com o Sombra, escrito por Michael Uslan e ilustrado por Keith Burns. Em 2017, a editora anunciou um crossover com The Spirit, personagem criado por Will Eisner.
Em uma série de 2018 escrita por Amy Chu, Mulan Kato se torna o Besouro Verde depois que Britt Reid Jr. desaparece misteriosamente.

### Tiras de jornal
Em 1939, o Bell Syndicate propos uma tira de The Green Hornet, escrita por Fran Striker e ilustrada por Bert Withman, mas o projeto não agradou George Trendle e foi cancelado.
Em 2018, apareceu na tira de jornal Dick Tracy por Mike Curtis (roteiro) e Joe Staton (desenhos).

## Literatura
Na década de 1940, a Whitman Publishing Company publicou quatro Big Little Books baseados no personagem: The Green Hornet Strikes!, The Green Hornet Returns eThe Green Hornet Cracks Down. Em 1966, a mesma editora, publicou o livro The Green Hornet: Case of the Disappearing Doctor, escrito por Brandon Keith e baseado na série de televisão Na mesma época, a Dell Publishing lançou o livro de bolso, The Green Hornet in The Infernal Light escrito por Ed Friend, não só derivada da produção de TV, mas, supostamente baseado em um dos episódios da mesma.
Em 2009, Moonstone Books consegui a licença para publicar obras literárias do personagens no estilo das revistas pulp, foram publicados textos nas antologia  The Green Hornet Chronicles, publicada junho de 2010 e no ano seguinte na Pulp Fiction Magazine.

## Cinema

### Seriados
O Besouro Verde Green Hornet foi adaptado em dois seriados cinematográficoss, The Green Hornet (1940) em 1941, The Green Hornet Strikes Again!. Não gostando do tratamento que Republic Pictures deu ao Lone Ranger em dois seriados, George W. Trendle levou sua propriedade para a Universal Pictures e ficou muito mais feliz com os resultados. A primeira série, intitulada simplesmente The Green Hornet (1940), foi estrelada por Gordon Jones no papel-título, embora tenha sido dublado pelo ator original do programa de rádio, Al Hodge sempre que o herói estava usando máscara, Keye Luke, que interpretou o Filho Número Um nos filmes de Charlie Chan, interpretou o ajudante Kato. Enquanto The Green Hornet Strikes Again! (1941) foi estrelada por Warren Hull, Keye Luke voltou no papel de Kato. Também estrelando os dois seriados estavam Anne Nagel como Lenore Case, a secretária de Britt Reid, e Wade Boteler como Mike Axford, um repórter do Daily Sentinel, o jornal que Reid possuía e publicava. Ford Beebe dirigiu ambos os seriados, em parceria com Ray Taylor em The Green Hornet e John Rawlins em The Green Hornet Strikes Again !, com George H. Plympton e Basil Dickey contribuindo para os roteiros de ambos os seriados. The Green Hornet teve 13 capítulos, enquanto The Green Hornet Strike Again! teve 15 capítulos.

### O Besouro Verde (2011)
Uma versão cinematográfica do personagem foi anunciada desde os anos 90, com a Universal Pictures e a Miramax tentando desenvolver um filme.  Em 4 de junho de 2008, a Sony Pictures anunciou planos para um longa-metragem do Besouro Verde. Lançado em 14 de janeiro de 2011, o filme estrelado por Seth Rogen, que assumiu funções como co-escritor de Superbad, Evan Goldberg. A Sony Pictures, através de sua subsidiária Columbia Pictures, lançou o longa-metragem de ação O Besouro Verde em 14 de janeiro de 2011, estrelado por Seth Rogen, que co-escreveu o roteiro com Evan Goldberg. Foi dirigido por Michel Gondry. Jay Chou co-estrelou como Kato. Também estrelaram Cameron Diaz como Lenore Case, Edward James Olmos como Mike Axford, David Harbour como Frank Scanlon, Christoph Waltz como o principal vilão Benjamin Chudnofsky e Tom Wilkinson como James Reid. No Brasil, o filme estreou no dia 18 de fevereiro.

### Reboot
O site Deadline.com informou que a Paramount Pictures e a Chernin Entertainment adquiriram os direitos cinematográficos de O Besouro Verde e iniciaram um trabalho preliminar no desenvolvimento de um reboot com Gavin O'Connor como produtor e diretor o filme e a roteiro de Sean O'Keefe. Em 29 de janeiro de 2020, o Deadline informou que a Amasia Entertainment adquiriu os direitos da franquia  e se uniu oficialmente à Universal Pictures para o reboot intitulado Green Hornet and Kato, com David Koepp escrevendo o roteiro. Em 23 de junho de 2022, o Deadline informa que Leigh Whannell dirigirá a reboot.

## Televisão

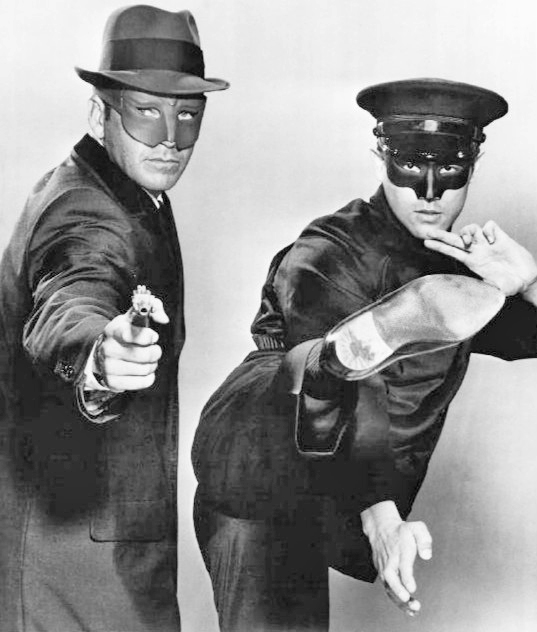
Van Williams como O Besouro Verde e Bruce Lee como Kato na série de TV lançada em 1996.

O Besouro Verde foi uma série de televisão exibida na rede de televisão ABC. Foi ao ar entre 1966 e 1967, estrelada por Van Williams como Besouro Verde e Britt Reid, e Bruce Lee como Kato. Williams e Lee como Besouro Verde e Kato apareceram como anti-heróis na segunda temporada da série de TV Batman dos anos 1960, nos episódios de duas partes A Piece of the Action e Batman's Satisfaction, ambas as séries foram produzidas Greenway Productions e pela 20th Century-Fox Television. O episódio terminou com Robin questionando se o Besouro Verde era realmente um cara bom ou um cara mau; até mesmo o próprio Batman não tinha certeza. Ao contrário da versão campy do Batman, esta versão do Besouro Verde era mais séria.

### Série animada
Em julho de 2020, a produtora WildBrain e o roteirista Kevin Smith anunciaram que estão desenvolvendo uma série animada.

## Cultura popular
- O álbum de 1967 de Aretha Franklin, I Never Loved a Man the Way I Love You, contém a música Save Me, que inclui a letra Calling the Caped Crusader, Green Hornet, Kato, too / I'm in so much trouble I don't know what to do
- A série de desenhos animados dos anos 1960, Batfink, é uma paródia de Batman e do Besouro Verde. Batfink anda em um veículo rosa chamado Battilac, que é dirigido por seu assistente Karate, que é um artista marcial.
- Bill Cosby parodiou The Green Hornet em seu c. Programa de rádio diário de cinco minutos distribuído em 1970, The Brown Hornet, que ele reviveu no final dos anos 1970 para seu programa de desenhos animados Fat Albert and the Cosby Kids.
- Em 1973, George Garabedian Productions da MARK56 Records lançou um LP de dois programas de rádio. A capa incluía um AMC Hornet verde.
- O manobrista / criado do inspetor Clouseau é chamado Cato (escrito com um C em vez de um K), e seu carro no filme A Vingança da Pantera Cor de Rosa (1978) é um Citroën 2CV especialmente modificado, The Zangão Prateado.[50]
- A biografia cinematográfica semi-fictícia, Dragon: The Bruce Lee Story (1993), na qual Jason Scott Lee (sem parentesco) interpretou Bruce Lee, o filme apresentou cenas envolvendo as filmagens da série de TV The Green Hornet. Van Williams, que estrelou a série de TV, apareceu no filme como diretor do programa.[51]

- Um filme de 1994 de Hong Kong intitulado The Green Hornet, estrelado por Kar Lok Chin como um herói mascarado semelhante ao Kato chamado Green Hornet.[52] Em uma cena, ele é lembrado de seus antecessores, um dos quais é representado por um manequim de Bruce Lee em sua fantasia  Kato na TV.[53] O diretor do filme, Lam Ching-ying, foi amigo de Bruce Lee.[54]
- Black Mask, um filme de ação de 1996 em Hong Kong estrelado por Jet Li. O filme é uma adaptação do manhua (histórias em quadrinhos chinesa) Black Mask de 1992, de Li Chi-Tak. No filme, em homenagem ao Besouro Verde, o Black Mask usa uma máscara domino e um boné de chofer no mesmo estilo de Kato da série.[53] O Máscara Negra é comparada a Kato em uma cena. Em 2002, foi seguido por uma sequência, Black Mask 2: City of Masks, estrelado por Andy On.[55][56]

- Lee tambem aparee como Kato na série biográfica The Legend of Bruce Lee, estrelado por Danny Chan.
- No filme Legend of the Fist: The Return of Chen Zhen, lançado no final de setembro de 2010 na Ásia e no início de 2011 nos Estados Unidos, há uma grande inspiração do Besouro Verde. Uma subtrama é composta pelo personagem principal Chen Zhen (interpretado por Donnie Yen) que se veste como um vigilante de máscara (baseado no Kato, o ajudante do Besouro Verde) para deter os assassinatos japoneses e proteger as pessoas.